# Švedska na Svetovnem prvenstvu v hokeju na ledu 2006
Švedska na Svetovnem prvenstvu v hokeju na ledu 2006 je bila na začetku prvenstva razporejena v Skupino B (skupaj s Švico, Ukrajino in Italijo).

## Člani reprezentance
Vodstvo
- selektor: Bengt-Åke Gustafsson

Igralci
| #  | Igralec            | Klub               | Položaj |
| -- | ------------------ | ------------------ | ------- |
| 1  | Stefan Liv         | HV71               | GK      |
| 30 | Johan Holmqvist    | Brynäs IF          | GK      |
| 34 | Daniel Henriksson  | Färjestads BK      | GK      |
| 3  | Mattias Timander   | MODO Hockey        | D       |
| 6  | Magnus Johansson   | Linköpings HC      | D       |
| 7  | Nicklas Kronwall   | Detroit Red Wings  | D       |
| 18 | Per Hållberg       | Färjestads BK      | D       |
| 23 | Ronnie Sundin      | Frölunda HC        | D       |
| 25 | Andreas Holmqvist  | Linköpings HC      | D       |
| 29 | Kenny Jönsson      | Rögle BK           | D       |
| 55 | Johnny Oduya       | Frölunda HC        | D       |
| 9  | Tony Mårtensson    | Linköpings HC      | F       |
| 11 | Jesper Mattsson    | Färjestads BK      | F       |
| 12 | Christian Berglund | SC Rapperswil-Jona | F       |
| 16 | Jonas Nordquist    | Luleå HF           | F       |
| 17 | Mathias Johansson  | Färjestads BK      | F       |
| 19 | Nicklas Bäckström  | Brynäs IF          | F       |
| 20 | Joel Lundqvist     | Frölunda HC        | F       |
| 24 | Andreas Karlsson   | HV 71              | F       |
| 31 | Björn Melin        | HV 71              | F       |
| 33 | Fredrik Emwall     | Linköpings HC      | F       |
| 39 | Fredrik Warg       | Timrå IK           | F       |
| 51 | Mika Hannula       | HV71               | F       |
| 72 | Jörgen Jönsson - C | Färjestads BK      | F       |
| 77 | Stefan Pettersson  | HV 71              | F       |
| '  | Johan Franzén      | Detroit Red Wings  | F       |

## Tekme
| Reprezentanca | Rezultat | Reprezentanca | Skupina   | Datum        |
| Ukrajina      | 2:4      | Švedska       | Skupina B | 6. maj 2006  |
| Švedska       | 4:0      | Italija       | Skupina B | 8. maj 2006  |
| Švedska       | 4:4      | Švica         | Skupina B | 10. maj 2006 |
| Švedska       |          | Belorusija    | Skupina F | 12. maj 2006 |
| Slovaška      |          | Švedska       | Skupina F | 14. maj 2006 |
| Švedska       |          | Rusija        | Skupina F | 15. maj 2006 |
| ------------- | -------- | ------------- | --------- | ------------ |